# Wünsch Dir was (Fernsehshow)
Wünsch Dir was war eine österreichisch-deutsch-schweizerische TV-Spielshow als Gemeinschaftsproduktion unter Federführung des ORF. In der Zeit vom 20. Dezember 1969 bis zum 2. Dezember 1972 wurden insgesamt 24 Folgen im ZDF ausgestrahlt.

## Beteiligte Personen
Moderiert wurde die Samstagabend-Show von Dietmar Schönherr und seiner Frau Vivi Bach, die Autoren waren Peter Hajek und Guido Baumann, der Unterhaltungschef des Schweizer Fernsehens, unter kreativer Mitwirkung von André Heller. Baumann war auch Produzent. Erfunden wurde die Sendung von Dieter Böttger (ORF-Unterhaltungschef) und Josef Kirschner. Regisseur war Michael Pfleghar. Kuno Knöbl, ehemaliger Unterhaltungschef des ORF, wirkte ebenfalls maßgeblich bei der Entstehung und Produktion von Wünsch Dir was mit.

## Konzeption
Kandidaten einer jeden Sendung waren drei Familien, eine aus jedem beteiligten Produktionsland. Jede nahm auf der Fernsehbühne in einer spiralartigen Sitzgelegenheit, der sogenannten Familienschnecke, Platz. Die Themenkomplexe und Spiele der Sendungen wurden unter anderem von André Heller entworfen, wobei bewusst neue und teils provokante Ideen umgesetzt wurden. So ging es nicht nur um Wissensleistungen, sondern auch z. B. um das Zusammenspiel von Familienmitgliedern untereinander.
Die Familien mussten sich in Gesprächsrunden sowie Rate- und Handlungsspielen beweisen, wobei das Ausführen der Spiele oft durch Selbstüberwindung gekennzeichnet war. So sollten Familienmitglieder beispielsweise mit Riesenschlangen umgehen oder über dünnes Eis robben. Einen Fixpunkt der Sendeserie stellte ein Ratespiel dar, bei dem ein meist winziges Detail aus der Wohnung der Familie auf einem Foto – aufgenommen bei einem Besuch des TV-Teams – zu erraten war.
Wünsch Dir was gilt als Frühform eines interaktiven Fernsehens: Den Sieger einer Sendung konnten die Zuschauer eines bestimmten Ortes bestimmen, indem sie für die jeweilige Kandidatenfamilie entweder durch Einschalten von Elektrogeräten (Lichttest) oder Betätigen der Toilettenspülung votierten. Der in den Wasser- bzw. Elektrizitätswerken der ausgewählten Städte auf dem zentralen Leistungszähler abgelesene Mehrverbrauch wurde dem Fernsehpublikum mittels eines zugeschalteten Telefonats mitgeteilt. Der Lichttest geht auf die Verwendung während eines „Städteduells“ im Rahmen zweier Fernsehsendungen in den Jahren 1967 und 1968 zurück, als unter dem Titel „Servus Zürich – Grüezi Wien“ das Fernsehpublikum via Betätigung von Lichtschaltern in Entscheidungen der Sendung einbezogen wurde. 

## Besonderheiten
- Eine 17-jährige Kandidatin ließ in der Sendung vom 7. November 1970 ihre Brüste in einer halbtransparenten Bluse sehen, was als Skandal galt.[2]
- Die österreichische Rundfunkaufsicht übte Kritik, als Moderator Schönherr während des Wahlkampfs in seiner Show mit einer roten Nelke am Revers angeblich Sympathie für die SPÖ zeigte.
- Der Maler Friedensreich Hundertwasser führte 1972 seine teilweise auch in der Realität umgesetzten Modelle von Häusern mit begrüntem Dach vor. Er ließ sich auch bei einem Haus filmen, dessen Fassade er im Fensterbereich mit seiner markanten Malerei dekorierte, ohne zuvor die Erlaubnis des Hausbesitzers eingeholt zu haben.[3]
- Für einen Eklat sorgte in der Sendung vom 27. März 1971 ein Spiel, bei dem eine Kandidaten-Familie in einem Auto in ein Wasserbassin versenkt wurde und sich daraus befreien musste. Dabei konnte eine Kandidatin die Tür nicht öffnen und musste von Tauchern gerettet werden, gab jedoch unmittelbar danach bekannt, „dass es schon wieder gehe“.[4] Das Ereignis wurde von Loriot in Folge 19 der Sendung Cartoon parodiert.[5] Jedoch war dies, entgegen heutiger Meinung, kein Grund für das Ende der Sendung, die noch bis 1972 weitergeführt wurde.
- Emanzipationsdiskussion: In der Sendung vom 31. Oktober 1971 war eine Aufgabe, dass die Frauen eine Diskussion über die Emanzipation der Frau mit der Autorin Esther Vilar führten.[6]

## Sendungen
1. Sendung: Wien, 20. Dezember 1969, Wiener Stadthalle: Věra Čáslavská, Dusty Springfield, Eddi Arent, Roy Black, Wiener Sängerknaben, Orchester: Karel Krautgartner
2. Sendung: Mainz, 21. Februar 1970, Rheingoldhalle: Alice und Ellen Kessler, Die Minstrels, Bill Ramsey, Elke Sommer, Orchester: Max Greger
3. Sendung: Wien, 4. April 1970, Wiener Stadthalle: Caterina Valente, Ilan + Ilanit, Florida-Delphinshow, Orchester: Karel Krautgartner
4. Sendung: Wiesbaden, 23. Mai 1970, Rhein-Main-Halle: Adriano Celentano, Orchester: Max Greger
5. Sendung: Wien, 20. Juni 1970, Donaupark-Halle: Gitte, Eddie Constantine
6. Sendung: Wien, 12. September 1970, Donaupark-Halle: Mike Brant, Daliah Lavi, Ivan Rebroff, Orchester: Karel Krautgartner
7. Sendung: Wien, 7. November 1970, Wiener Stadthalle: Udo Jürgens, Worried Men Skiffle Group
8. Sendung: Wiesbaden, 19. Dezember 1970, Rhein-Main-Halle: Bee Gees, Ihre Kinder, Orchester: Max Greger
9. Sendung: Wien, 16. Januar 1971, Donaupark-Halle: Shirley Bassey, Chantal und Dumont, Orchester: Erich Kleinschuster Sextett
10. Sendung: Wiesbaden, 27. Februar 1971, Rhein-Main-Halle: Max Greger jun., Wolfgang, The Pepe Lienhards, Mary Roos, Paul Hubschmid
11. Sendung: Wien, 27. März 1971, Wiener Stadthalle: Melina Mercouri, Birgit Murbacher, Alfred Böhm, Elfriede Ott, Orchester: Erich Kleinschuster[7]
12. Sendung: Wien, 8. Mai 1971, Wiener Stadthalle: Gilbert Bécaud
13. Sendung: Wien, 19. Juni 1971, Donaupark-Halle: Heintje Simons, Rudolf Schock
14. Sendung: Berlin, 4. September 1971, Deutschlandhalle: Katja Ebstein, Reinhard Mey, Orchester: Max Greger
15. Sendung: Wien, 30. Oktober 1971, Wiener Stadthalle: Baden Powell, Trinidad Oil Company
16. Sendung: Wiesbaden, 27. November 1971, Rhein-Main-Halle: Roberta Patterson Singers, Arik Brauer
17. Sendung: Wien, 29. Januar 1972, Donaupark-Halle: Su Kramer, Josef Laufer
18. Sendung: Mainz, 26. Februar 1972, Rheingoldhalle: Friedensreich Hundertwasser, Mireille Mathieu, Ray Stevens
19. Sendung: Wien, 25. März 1972, Donaupark-Halle: Liesbeth List, Gilbert O’Sullivan
20. Sendung: Köln, 12. Mai 1972, Kölner Sporthalle: Boaz Sharabi, Assoziation Hagaw
21. Sendung: Wien, 24. Juni 1972, Wiener Stadthalle: Nicki Doff, Manuela Felice
22. Sendung: Wien, 23. September 1972, Donaupark-Halle: Jaime de Mora y Aragón, Les Humphries Singers
23. Sendung: Mainz, 28. Oktober 1972, Rheingoldhalle: The Milestones
24. Sendung: Wien, 2. Dezember 1972, Wiener Stadthalle: Ingeborg Hallstein, Oscar Peterson

Am 20. Februar 1982 wurde im ORF die Samstagabend-Show „Wünsch dir was“ unter dem Titel „Ein Ausflug ins Reich der Nostalgie“ ausgestrahlt. Dietmar Schönherr und Vivi Bach spielen noch einmal das Familienspiel. Kandidaten waren Joachim Fuchsberger, Hans Rosenthal und Hans Peter Heinzl mit ihren Familien.

## Auszeichnungen
1972 wurde die Show mit einem Bambi ausgezeichnet.